# V401SA
V401SA（ブイ よんまるいち エスエー）は、三洋電機が開発しボーダフォン 日本法人（現ソフトバンクモバイル）が販売していた携帯電話端末である。
三洋電機最後のボーダフォン（ソフトバンクモバイル）向け端末となった。

## 特徴
ボーダフォン4シリーズ（PDCのミドルレンジ機種）のうちの1モデルとして、V401Tなどと同じ時期に発売された。V801SAに続くスライド型を採用しており、デザインは下部が円弧状になった独特のものである。三洋ではこれをポストモダンと呼称。
FMラジオチューナーが内蔵されており、FMとTVの1〜3チャンネルのステレオ音声を聴くことができる。バックグラウンドでの聴取も可能。ただし本体スピーカーではラジオを聴くことはできず、アンテナを兼ねた付属品のステレオイヤホンを接続する必要がある。ラジオ機能は連続約40時間の利用ができる。
130万画素のモバイルカメラが液晶画面の裏側にある。普段は内側に隠れており、スライドを開くと姿を現すようになっている。
赤外線通信機能を備えているが、SDメモリーカードなどの外部メモリカードには非対応。側面にUSB端子があるが、これはPictBridge専用である。本機はUSBマスストレージクラス非対応のため、USB経由でパソコンとデータの送受信をすることはできない。
その他の機能として、ステーション・バイリンガル表示（日本語・英語）・TVリモコン（赤外線を利用）など。